# Compucolor Corporation 8001
Compucolor Corporation 8001 (8001 / 8051) је био кућни рачунар фирме Compucolor Corporation који је почео да се производи у Сједињеним Америчким Државама од 1975. године.
Користио је Intel 8080 као микропроцесор. RAM меморија рачунара је имала капацитет од 8 Kb. прошириво до 24 Kb.

## Детаљни подаци
Детаљнији подаци о рачунару 8001 су дати у табели испод.
|                       |                                 |
| [ 1 ]                 |                                 |
| Произвођач            |                                 |
| Тип                   | кућни рачунар                   |
| Меморија              | 8 , прошириво до 24 .           |
| Поријекло             | Сједињене Америчке Државе       |
| Година                | 1975                            |
| Тастатура             | 74 тастера, механичка тастатура |
| Процесор              |                                 |
| Фреквенција процесора | непознато                       |
| RAM                   | 8 , прошириво до 24             |
| ROM                   | 11 Kb, прошириво до 33            |
| Текст                 | 48 линија са 80 знакова.        |
| Графика               | 160 x 192 тачака                |
| Боја                  | 8                               |
| Звук                  | непознато                       |
| Димензије             | 8,5 x 10 инча                   |
| Портови               |                                 |
| Оперативни систем     |                                 |